# Preutin-Higny
Preutin-Higny  est une commune française située dans le département de Meurthe-et-Moselle  en région Grand Est.
La commune se situe dans la région de Briey et Longwy et rassemble les villages de Preutin et Higny séparés l'un de l'autre d'un kilomètre.

## Géographie
| Xivry-Circourt |               | Mercy-le-Haut |
|                | Preutin-Higny | Murville      |
| Domprix        |               | Landres       |

### Hydrographie

#### Réseau hydrographique
La commune est dans le bassin versant de la Meuse au sein du bassin Rhin-Meuse. Elle est drainée par le ruisseau la Gueule,.

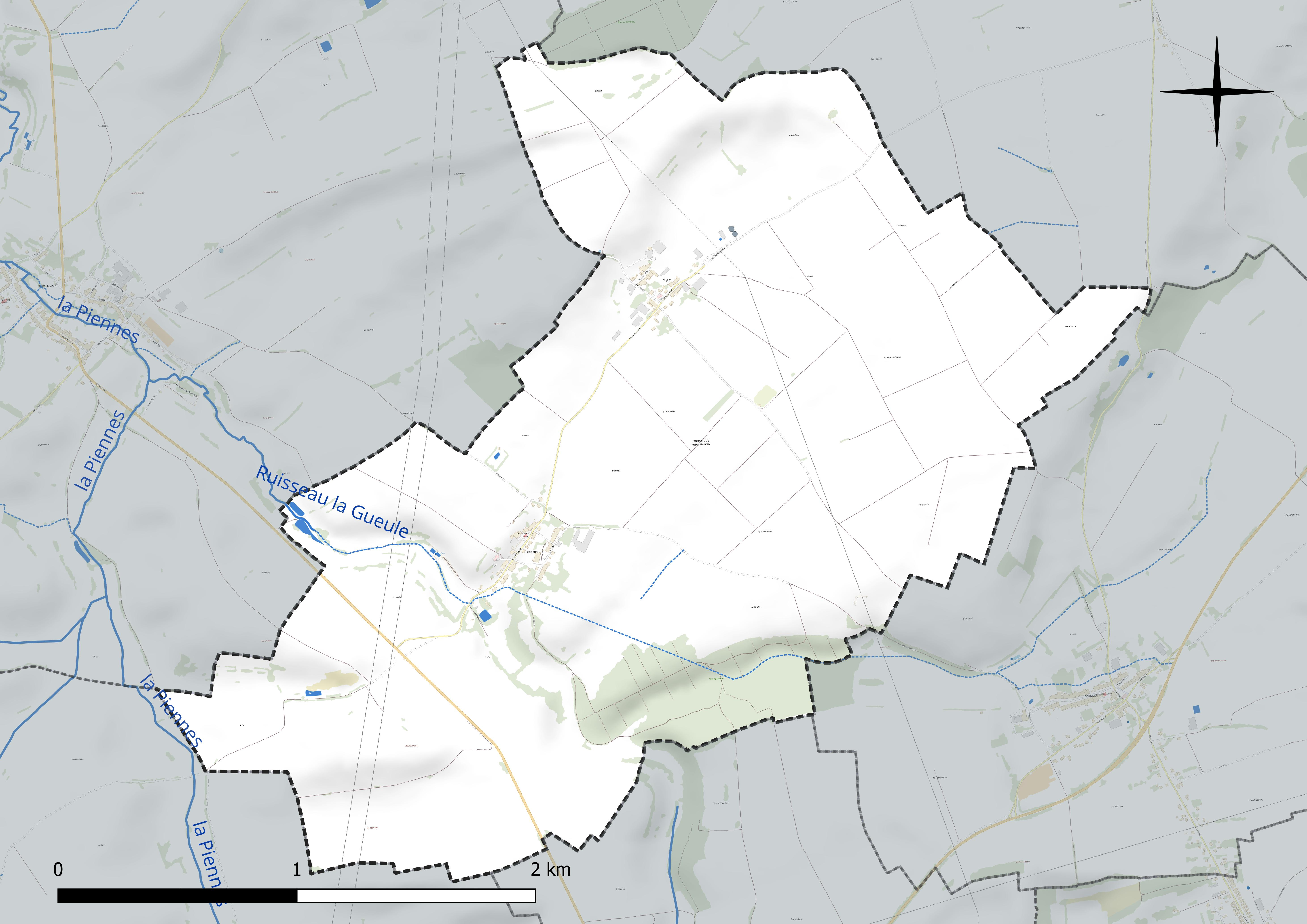
Réseau hydrographique de Preutin-Higny.

#### Gestion et qualité des eaux
Le territoire communal est couvert par le schéma d'aménagement et de gestion des eaux (SAGE) « Bassin ferrifère ». Ce document de planification concerne le périmètre des anciennes galeries des mines de fer, des aquifères et des bassins versants hydrographiques associés qui s’étend sur 2 418 km2. Les bassins versants concernés sont celui de la Chiers en amont de la confluence avec l'Othain, et ses affluents (la Crusnes, la Pienne, l'Othain), celui de l'Orne et ses affluents et celui de la Fensch, le Veymerange, la Kiesel et les parties françaises du bassin versant de l'Alzette et de ses affluents (Kaylbach, ruisseau de Volmerange). Il a été approuvé le 27 mars 2015. La structure porteuse de l'élaboration et de la mise en œuvre est la région Grand Est.
La qualité des cours d’eau peut être consultée sur un site dédié géré par les agences de l’eau et l’Agence française pour la biodiversité.

### Climat
Pour des articles plus généraux, voir Climat du Grand Est et Climat de Meurthe-et-Moselle.
En 2010, le climat de la commune est de type climat de montagne, selon une étude du Centre national de la recherche scientifique s'appuyant sur une série de données couvrant la période 1971-2000. En 2020, Météo-France publie une typologie des climats de la France métropolitaine dans laquelle la commune est exposée à un climat semi-continental et est dans la région climatique  Lorraine, plateau de Langres, Morvan, caractérisée par un hiver rude (1,5 °C), des vents modérés et des brouillards fréquents en automne et hiver.
Pour la période 1971-2000, la température annuelle moyenne est de 9,4 °C, avec une amplitude thermique annuelle de 16,4 °C. Le cumul annuel moyen de précipitations est de 883 mm, avec 13,5 jours de précipitations en janvier et 9,4 jours en juillet. Pour la période 1991-2020, la température moyenne annuelle observée sur la station météorologique de Météo-France la plus proche, « Rouvres-en-woevre », sur la commune de Rouvres-en-Woëvre à 16 km à vol d'oiseau, est de 10,8 °C et le cumul annuel moyen de précipitations est de 668,3 mm. 
La température maximale relevée sur cette station est de 40,2 °C, atteinte le 24 juillet 2019 ; la température minimale est de −15,4 °C, atteinte le 7 février 2012,,.
Les paramètres climatiques de la commune ont été estimés pour le milieu du siècle (2041-2070) selon différents scénarios d'émission de gaz à effet de serre à partir des nouvelles projections climatiques de référence DRIAS-2020. Ils sont consultables sur un site dédié publié par Météo-France en novembre 2022.

## Urbanisme

### Typologie
Au 1er janvier 2024, Preutin-Higny est catégorisée commune rurale à habitat dispersé, selon la nouvelle grille communale de densité à sept niveaux définie par l'Insee en 2022.
Elle est située hors unité urbaine et hors attraction des villes,.

### Occupation des sols
L'occupation des sols de la commune, telle qu'elle ressort de la base de données européenne d’occupation biophysique des sols Corine Land Cover (CLC), est marquée par l'importance des territoires agricoles (94,9 % en 2018), une proportion identique à celle de 1990 (94,9 %). La répartition détaillée en 2018 est la suivante : terres arables (72,2 %), prairies (22,6 %), forêts (5,1 %). L'évolution de l’occupation des sols de la commune et de ses infrastructures peut être observée sur les différentes représentations cartographiques du territoire : la carte de Cassini (XVIIIe siècle), la carte d'état-major (1820-1866) et les cartes ou photos aériennes de l'IGN pour la période actuelle (1950 à aujourd'hui).

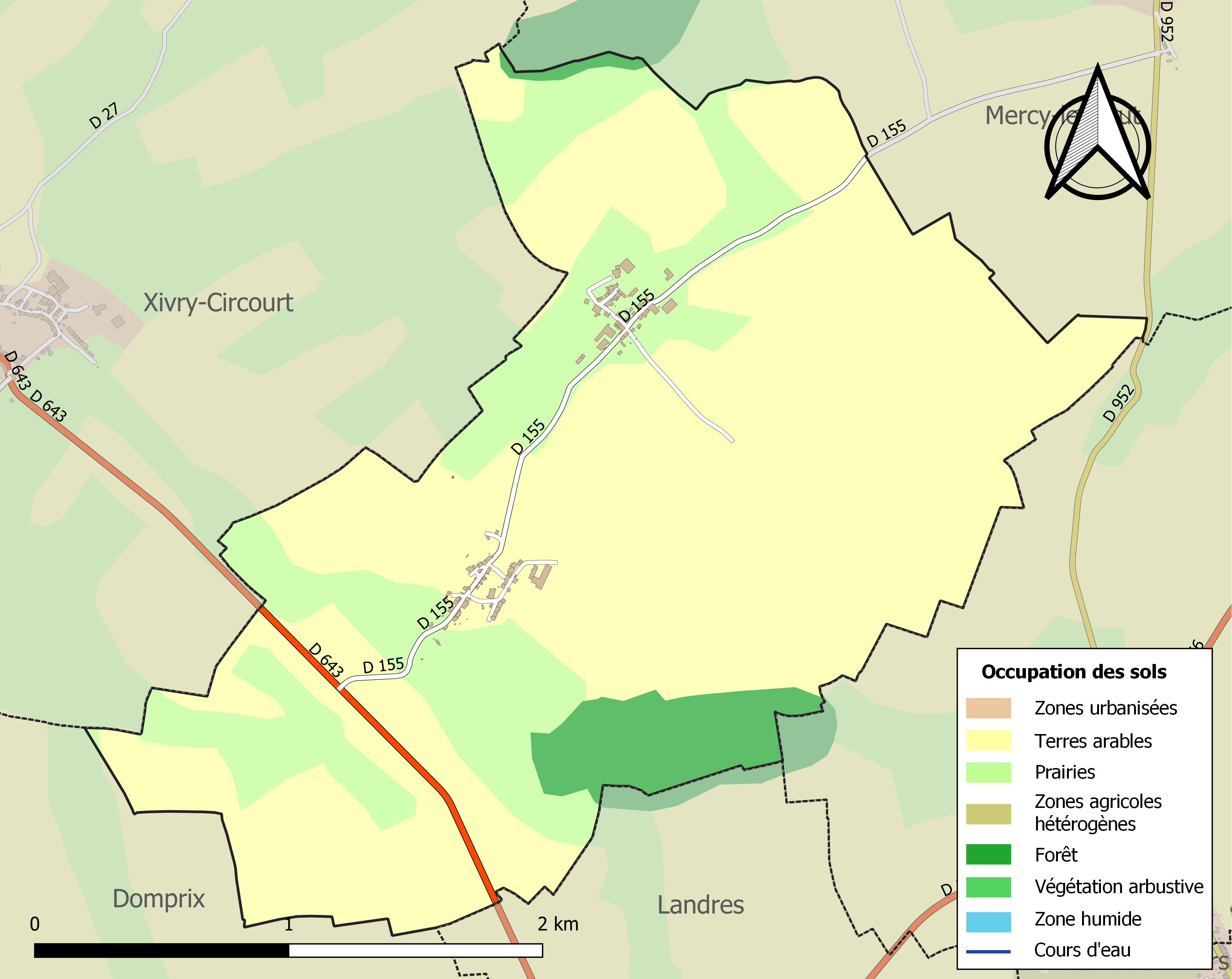
Carte des infrastructures et de l'occupation des sols de la commune en 2018 (CLC).

## Toponymie
Preutin est attesté sous les formes Pretiers (1289) ; Prothins (XVIe siècle) ; Protin (1571) ; Preuthin (1617) ; Prutin (1749).

Higny, ancien hameau de la commune de Preutin, est attesté sous les formes Chegney proche Longouy (1682) ; Hegney (1688).

## Histoire

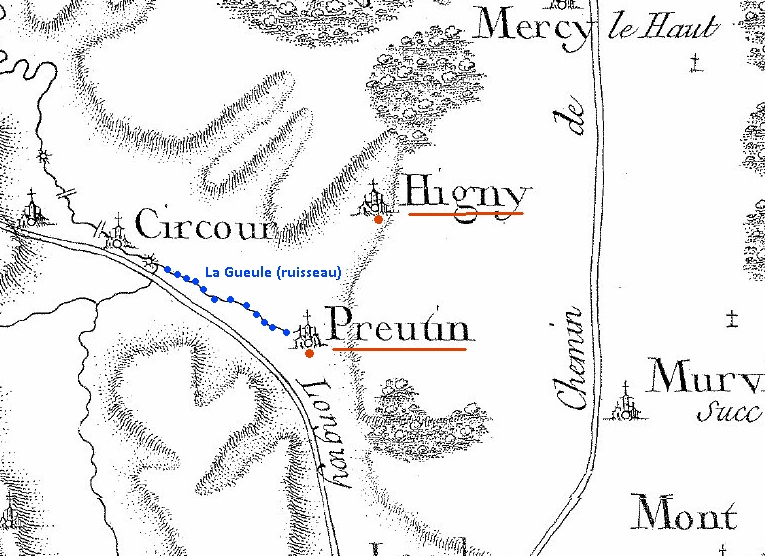
Carte de Cassini du secteur vers 1750.

La carte de Cassini ci-contre montre qu'au XVIIIe siècle, Preutin et Higny sont deux paroisses distinctes avec chacune leur église.
Preutin est située sur la rive droite du ruisseau la Gueule qui se jette dans la Pienne à Circour (Xivry-Circourt).
La commune actuelle a été créée en 1810, par la fusion des communes de Preutin et de Higny.
- En 1817, Preutin, village de l'ancienne province du Barrois. À cette époque, il y avait 151 habitants répartis dans 33 maisons.
- En 1817, Higny, village de l'ancienne province du Barrois. À cette époque, il y avait 86 habitants répartis dans 18 maisons.
- Le 21 août 1914, le secteur d'Higny - ferme Le Chanois a été le théâtre de furieux combats opposant les Allemands et le 19e bataillon de chasseurs à pied. Ce bataillon a perdu dans cette affaire de la ferme Le Chanois (appelé le combat d’Higny dans les historiques officiels), près de 4 capitaines dont deux tués, un lieutenant, 300 chasseurs dont 130 tués[18],[19].

## Politique et administration
| Période                                  | Période   | Identité                      | Étiquette | Qualité                                                   |
| ---------------------------------------- | --------- | ----------------------------- | --------- | --------------------------------------------------------- |
| Les données manquantes sont à compléter. |           |                               |           |                                                           |
| maire en 1834                            | ?         | Charles Marie Gustave Mathieu |           | Conseiller général du canton d'Audun-le-Roman (1833-1848) |
|                                          | 1989      | George Lescanne               | RPR       |                                                           |
| 1989                                     | mars 2008 | Jules Peporte                 | RPR-UMP   |                                                           |
| mars 2008                                | mai 2020  | Phillippe Lanvin              | DVD       |                                                           |
| mai 2020                                 | En cours  | Daniel Grosse                 |           | Ancien agriculteur                                        |

## Population et société

### Démographie
L'évolution du nombre d'habitants est connue à travers les recensements de la population effectués dans la commune depuis 1793. Pour les communes de moins de 10 000 habitants, une enquête de recensement portant sur toute la population est réalisée tous les cinq ans, les populations de référence des années intermédiaires étant quant à elles estimées par interpolation ou extrapolation. Pour la commune, le premier recensement exhaustif entrant dans le cadre du nouveau dispositif a été réalisé en 2005.

En 2022, la commune comptait 159 habitants, en évolution de +16,91 % par rapport à 2016 (Meurthe-et-Moselle : −0,13 %, France hors Mayotte : +2,11 %).
| 1793 | 1800 | 1806 | 1821 | 1836 | 1841 | 1861 | 1866 | 1872 |
| ---- | ---- | ---- | ---- | ---- | ---- | ---- | ---- | ---- |
| 152  | 121  | 158  | 250  | 245  | 236  | 244  | 242  | 215  |

| 1876 | 1881 | 1886 | 1891 | 1896 | 1901 | 1906 | 1911 | 1921 |
| ---- | ---- | ---- | ---- | ---- | ---- | ---- | ---- | ---- |
| 203  | 201  | 210  | 183  | 165  | 155  | 177  | 173  | 166  |

| 1926 | 1931 | 1936 | 1946 | 1954 | 1962 | 1968 | 1975 | 1982 |
| ---- | ---- | ---- | ---- | ---- | ---- | ---- | ---- | ---- |
| 176  | 165  | 171  | 147  | 144  | 174  | 171  | 121  | 101  |

| 1990 | 1999 | 2005 | 2006 | 2010 | 2015 | 2020 | 2022 | - |
| ---- | ---- | ---- | ---- | ---- | ---- | ---- | ---- | - |
| 125  | 133  | 129  | 130  | 147  | 140  | 152  | 159  | - |

## Culture locale et patrimoine

### Lieux et monuments

#### Édifices civils

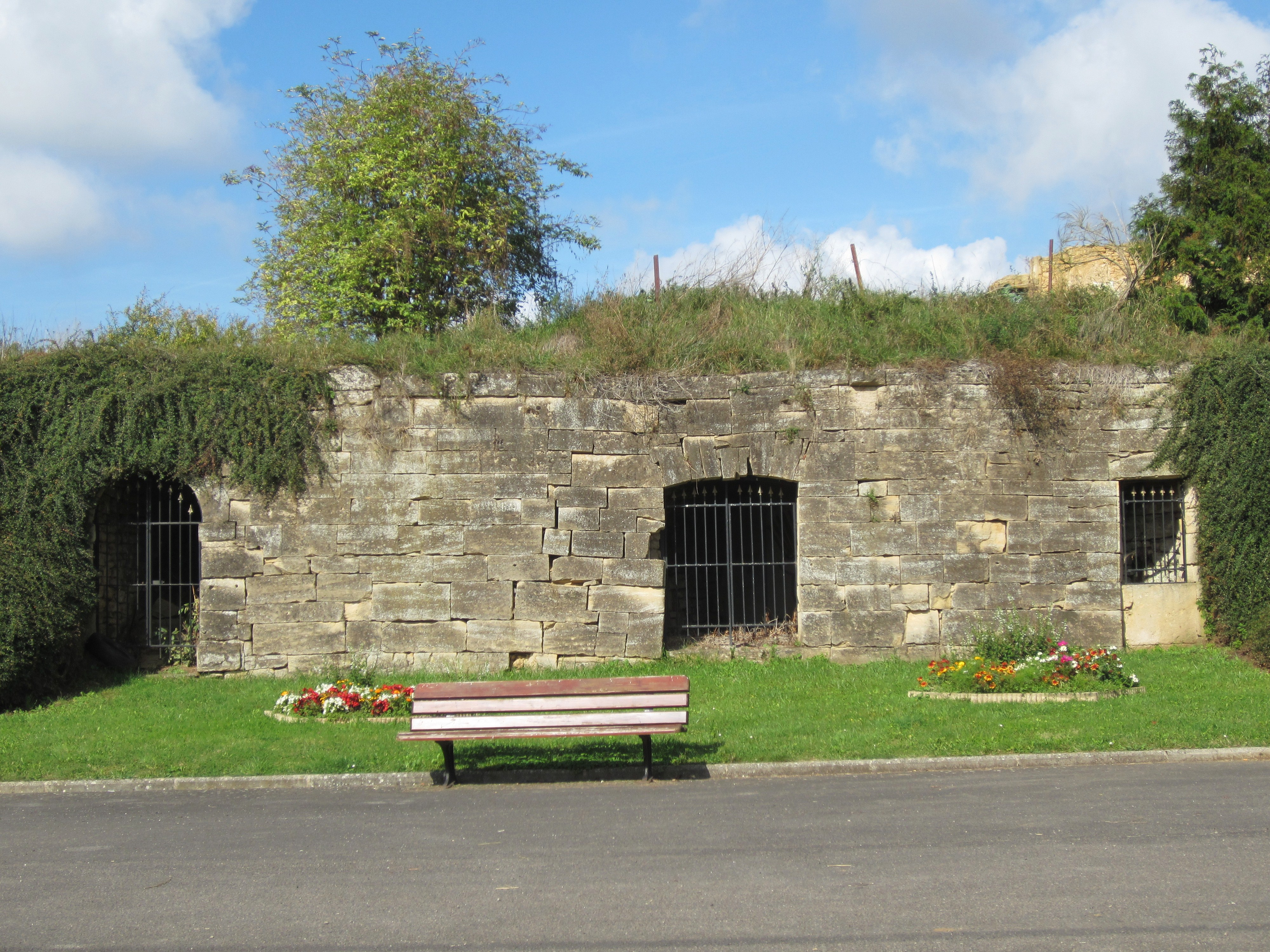
Souterrain de l'ancien château.

- Substructions et statues gallo-romaines trouvées au XIXe.
- Ruines du château des comtes de Mercy, à Preutin, situé rue Albert-Lebrun, construit en 1666 dont il ne subsiste qu'une pierre datée dans le mur de clôture.
- Hôtel du XVIIIe siècle, agrandi et transformé au XIXe siècle (date 1829 sur la porte du mur du jardin). Fut sans doute l'ancien hôtel particulier de la famille Mathieu, prévôt des cinq villes.

#### Édifices religieux

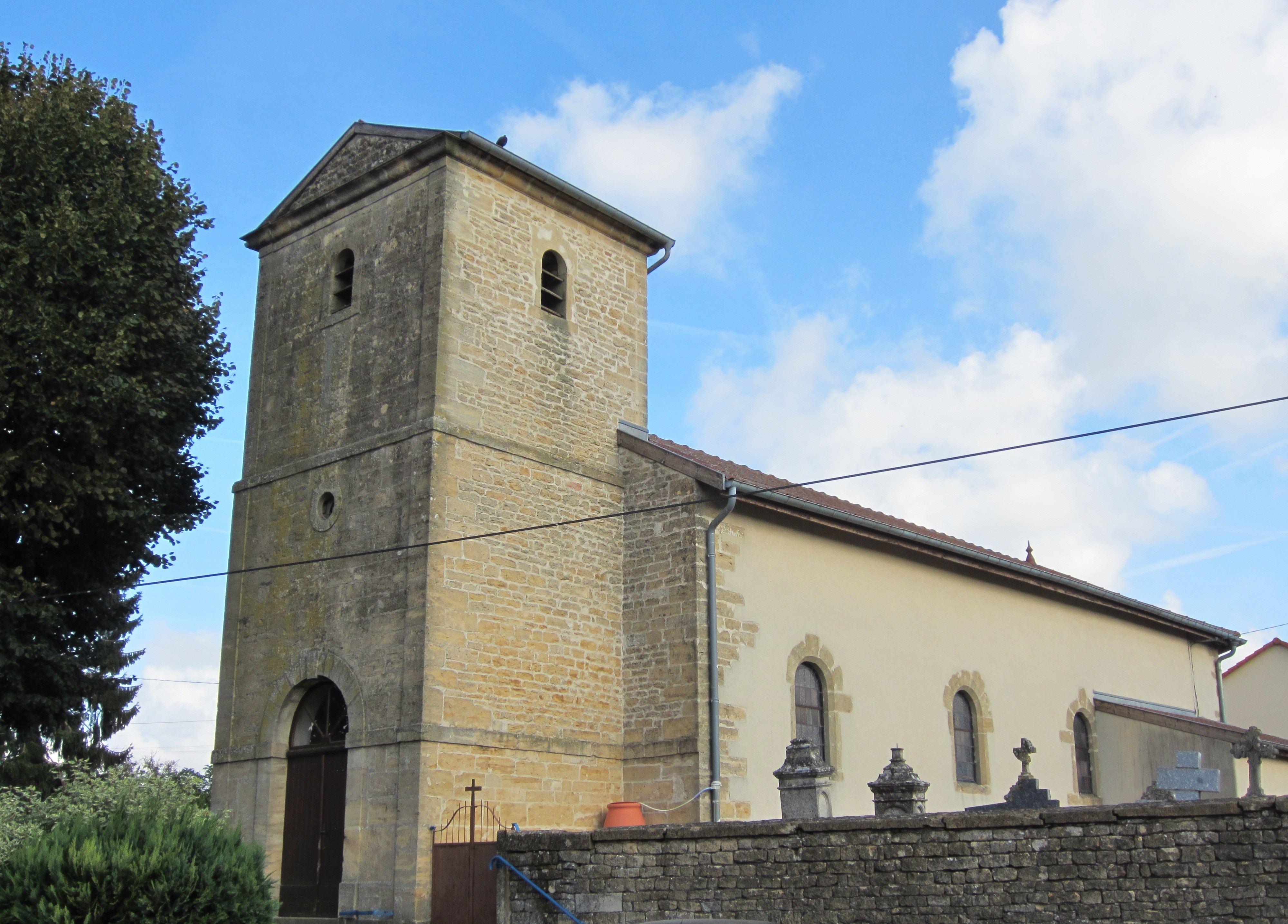
Église paroissiale Saint-Gorgon à Higny.

- Église paroissiale de la-Nativité-de la-Vierge à Preutin, cimetière ; monument sépulcral. Ancienne église du XIIe siècle dont il subsiste la base de la tour. Chœur et nef XIIIe siècle. Tour clocher exhaussée et fortifiée au XVIe siècle, portant la date 1588 sur le linteau d'une fenêtre de l'élévation sud. Chapelle castrale construite en 1675 (date portée par la clef de voûte). Nef agrandie vers l'ouest et repercée en 1734 (date portée par le linteau de la porte piétonne). Éléments défensifs, armoiries des Florimond d'Allamont et d'Anne Marguerite d'Argenteau.
- Église paroissiale Saint-Gorgon à Higny, cimetière ; monument sépulcral reconstruite en 1848.

### Héraldique
| Blason de Preutin-Higny | Blason  | D'or à la croix d'azur le tout chargé de deux bars adossés de l'un en l'autre, cantonnés de quatre croisettes recoisetées au pied fiché d'or. |
| Blason de Preutin-Higny | Détails | Le statut officiel du blason reste à déterminer.                                                                                              |

## Pour approfondir